# Тривале завтра
«Тривале завтра» (англ. The Long Tomorrow) — постапокаліптичний науково-фантастичний роман американської письменниці Лі Брекетт, вперше опублікований Doubleday & Company, Inc у 1955 році. Дія сюжету відбувається після ядерної війни та зображує світ, де наукові знання бояться та обмежуються. Він був номінований на премію Г'юго в 1956 році.

## Короткий зміст сюжету
Після руйнівної ядерної війни американці почали звинувачувати технології в катастрофі і не тільки не прагнуть відновити зруйноване, але й активно протидіють будь-якій такій спробі.
Релігійні секти, які ще до війни виступали проти сучасних технологій і уникали їх використання у повсякденному житті, набагато легше за інших пристосувалися до ситуації постапокаліпсису і, відчуваючи свою правоту, стали домінувати у повоєнному суспільстві. Вони поповнилися величезною кількістю нових членів, хоча ті сім'ї, які були такими до війни, є почесними і привілейованими, а їхній особливий статус позначається дещо іншим одягом.
Усі довоєнні американські міста були зруйновані під час війни, і їх відбудова категорично заборонена. До Конституції США було внесено поправки: Тридцята поправка забороняє присутність більше тисячі жителів або наявність більш як двісті будівель на квадратну милю будь-де в Сполучених Штатах.
Лен Колтер і його двоюрідний брат Ісав — підлітки, члени новоменонітської громади Пайперс Ран. Всупереч волі своїх батьків, хлопці відвідують проповідь, на якій торговця, на ім'я Соамс звинувачують і закидають камінням за його очевидну причетність до забороненого бастіону технологій, відомого під назвою Барторстаун. Їх рятує трейдер Ед Гостеттер, який втручається у справу. Гостеттер хапає коробку з вагона Сомса, з якої Ісав викрадає радіо.
Попри те, що їхні батьки жорстоко покарали Лена та Ісава після побиття камінням, їх зачаровує ідея спільноти, яка таємно зберігає та використовує заборонені технології. Бабуся Лена, маленька дівчинка часів знищення, розпалює його інтерес до технологічного минулого своїми розповідями про великі, яскраво освітлені міста і маленькі коробочки з рухомими картинками, навіть червоною сукнею.
Ісав та Лен починають працювати з радіо, намагаючись видобути з нього «шум». Ісав краде три книжки зі шкільної бібліотеки в надії, що вони навчать хлопців користуватися радіо. Після того, як Гостеттер викрив їх у крадіжці, їх жорстоко покарали. Батько Ісава в люті розбиває радіоприймач, а Гостеттер вимагає обшукати його фургон, щоб його не звинуватили у приналежності до Барторстауну. Ісава б'ють батогом, а батько Лена помітно розчарований. Згодом Ісав і Лен сповнені рішучості знайти шлях до легендарного Барторстауна і залишають Пайперс Ран на його пошуки, слідуючи уривчастим діалогам, почутим по радіо в напрямку до річки.
Хлопці потрапляють до містечка Реф'юж, де живуть із суддею Тейлором та його сім'єю і працюють на власника складу Майка Дулінського. У Ісава зав'язуються романтичні стосунки з донькою судді, Еміті Тейлор. Дулінскі хоче побудувати п'ятий склад, щоб скласти економічну конкуренцію місту на іншому березі річки, Шедвеллу. Однак це порушило б тридцяту поправку до Конституції, оскільки кількість будівель перевищила б двісті. Він згуртовує мешканців притулку, які спочатку обіцяють свою підтримку, але суддя Тейлор попереджає Лена і Дулінського про наслідки і про те, що він звернеться до влади штату. Зрештою суддя зраджує Дулінського мешканцям Шедвелла. Мешканці Шедвелла обманюють суддю, вбивають Дулінського і підпалюють «Притулок».
Лена, Ісау та Аміті рятує Гостеттер, який, як виявилося, є справжнім членом Барторстауна. Раніше йому довелося викрити Ісава як злодія, щоб приховати свою особистість. Лена розчаровують, коли корабель Гостеттера виявляється звичайним пароплавом, що працює на вугіллі, хоча згодом він розуміє, що це для приховування. Як не дивно, Гостеттер хоче оселитися в такому місці, як Пайперс Ран, але не може цього зробити. Вони здійснюють довгу подорож до Барторстауна, місця під назвою Каньйон Фолл-Крік. Гостеттер зауважує, що навіть ті, хто ступав у Барторстаун, не знають, що це Барторстаун, оскільки наукові об'єкти були сховані від очей, а каньйон Фолл-Крік нагадує будь-яке звичайне поселення. Перед завершенням подорожі Лен починає думати про Гостеттера як про батькову фігуру, а останній відповідає цим почуттям.
У Фолл-Крік Аміті та Ісау одружуються, а троє присягаються зберігати таємницю, і їм сказано, що їх застрелять, якщо вони спробують піти. Лідери міста прагнуть використати дитяче бачення Барторстауна, яке мали Лен та Ісав, щоб надихнути робітників, які довго працювали без кінця. Лен зав'язує романтичні стосунки з Джоан Веппло, яка має червону сукню. Джоан, на відміну від Лена, обурюється своїм вихованням у Барторстауні та прагне виїхати, хоча жителі Барторстауна не можуть цього зробити.
Вчені з Барторстауна разом зі штучним інтелектом Клементина працюють над довгостроковим проєктом, спрямованим на створення силового поля, яке викорінить розщеплення атомів, запобігаючи майбутньому зловживанню ядерними технологіями. Вони підживлюють рівняння Клементини в надії створити остаточне рівняння для створення силового поля. Лен вражений тим, що Барторстаун покладається на ядерну енергію, що суперечить його релігійним переконанням про те, що від диявольської ядерної енергії, яка знищила суспільство, слід повністю утриматися. Раціональне переконання спільноти про те, що рано чи пізно інші відкриють втрачені секрети ядерних технологій і що було б краще діяти превентивно, не підходить Лену та його релігійному вихованню.
Лен і Джоан, які тепер одружені, планують втечу з Барторстауна, і їм це вдається, вони змішуються з племенами, щоб уникнути спостереження Барторстауна. Подорож Лена болюча, і він думає про довгу прогулянку назад до Пайперс-Ран як про своє релігійне спокутування. Однак їх вистежує Гостеттер. Троє сидять разом у невеликому містечку, де відбувається проповідь, за подібних обставин, коли Сомса закидали камінням. Лен подумки готується до смерті, думаючи про Сомса, Дулінскі та розчарованих вчених із Барторстауну, і визнаючи, що врешті-решт зміни відбудуться, навіть якщо він як особистість помер. Лен відмовляється від можливості показати Гостеттера як члена Барторстауна перед натовпом, який буде побитий камінням, і Гостеттер відповідає взаємністю, не викриваючи Лена. Пізніше з'ясовується, що Гостеттер мав озброєне підкріплення, яке б застрелило Лена та Джоан, якби він вигнав Гостеттера, але Гостеттер повторює, що він знав Лена так давно і довіряв Лену, що йому б ніколи не знадобилася підтримка. Потім Гостеттер, Лен і Джоан повертаються до Барторстауна.

## Критика
Деймон Найт написав про роман:
На жаль, з розвитком сюжету, здається, все більше підтверджується твердження Кестлера про те, що література і наукова фантастика взаємовиключають одне одного.  Більша частина книги, особливо її початок, написана переконливо, але не фантастично... коли вигадані елементи історії стають все більш важливими, сюжет тьмяніє... Цей роман ілюструє проблему, яку незабаром доведеться вирішувати письменникам-фантастам: як чесно писати про злегка вигадане майбутнє, не втягуючи в нього цілим возом псевдонауковий реквізит.
Пишучи в The New York Times, Дж. Френсіс МакКомас описав «Тривале завтра» як «найкращий роман Брекетта на сьогодні [і] дуже близький до того, щоб стати великим твором наукової фантастики». Він заявив, що «Брекетт написав зворушливий, але завжди об'єктивний опис постійного зіткнення між дією та реакцією в людських думках і почуттях». Рецензент Galaxy Флойд С. Гейл оцінив роман як «потужний і чутливий опус». У 2012 році роман було включено до двотомного коробкового набору Бібліотеки Америки «Американська наукова фантастика: дев'ять класичних романів 1950-х» за редакцією Ґері К. Вульфа. Того липня io9 включив книгу до свого списку «10 науково-фантастичних романів, які ви нібито прочитали».